# 東海大學前站
東海大學前站（日语：／ Tōkai-daigaku-mae eki */?）是一個位於神奈川縣秦野市南矢名一丁目，屬於小田急電鐵小田原線的鐵路車站。車站編號OH 38。
雖屬秦野市，但是車站位在秦野盆地外側，鄰近平塚市市界。是東海大學湘南校區的最近車站。

## 歷史
- 1927年（昭和2年）4月1日 - 大根站（おおねえき）開業。為「直通」班次停靠站。
- 1945年（昭和20年）6月 - 各站停車延伸至全線，為其停靠站。同時廢止「直通」班次。
- 1946年（昭和21年）10月1日 - 新增準急班次，為其停靠站。
- 1960年（昭和35年）3月25日 - 新增通勤班次，為其停靠站。
- 1972年（昭和47年）12月18日 - 成為急行停靠站。
- 1987年（昭和62年）3月9日 - 更名為東海大學前站[2]。啟用跨站式站房[2]。
- 2004年（平成16年）12月11日 - 新增快速急行、區間準急班次，為其停靠站。
- 2008年（平成20年）
  - 4月4日 - 站前廣場圓環與空中行人步道啟用。
  - 7月19日 - 7月20日 - 站前廣場圓環與空中行人步道完成紀念活動「Summer Festa in大根」（サマーフェスタin大根）。
  - 9月22日 - 站前廣場圓環新增東海大學前站南口巴士站，神奈中巴士（日语：神奈川中央交通）開始停靠該站。
- 2012年（平成24年）3月17日 - 本厚木以西取消區間準急，本站不再停靠區間準急。
- 2018年（平成30年）3月17日 - 伊勢原以西廢除準急，本站不再停靠準急列車。[3]。

### 站名由來

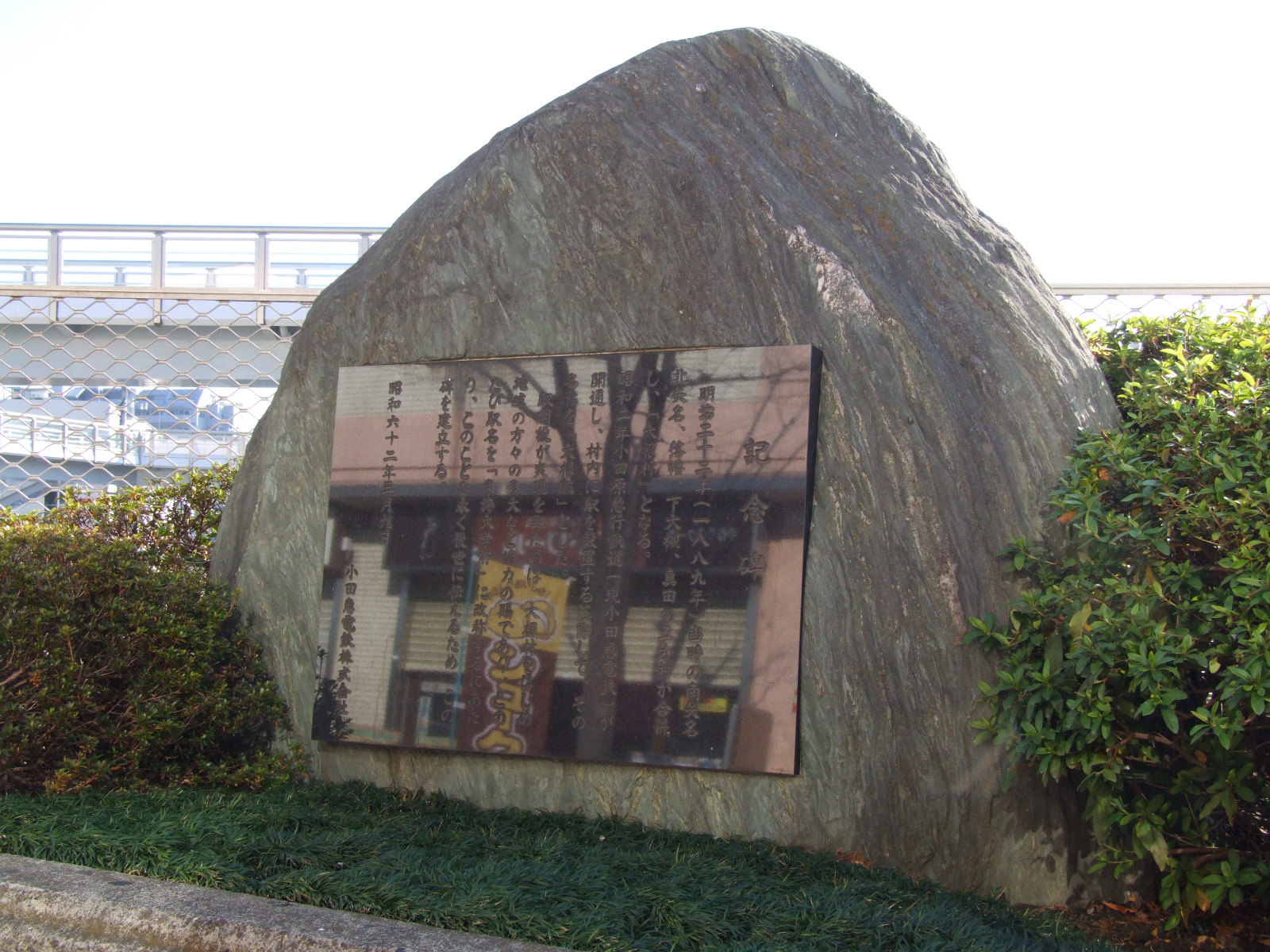
大根站紀念碑（南口麥當勞前）（2008年1月6日）

本站開設時，因位於中郡大根村而命名為大根站（おおねえき）。之後附近一帶（北矢名、南矢名、下大槻、鶴卷）也稱作大根地區。
之後，距離本站1公里處開設東海大學湘南校區，並在1987年更名為東海大學前站。現在站前有地方居民出資的大根站紀念碑。

## 車站構造
本站是側式月台2面2線地面車站，為跨站式站房。付費區至月台層設有電梯。
廁所過去在下行月台，2007年3月移至2樓付費區。

### 月台配置
月台從東側起為一號月台。
| 月台 | 路線     | 方向 | 目的地                       |
| ---- | -------- | ---- | ---------------------------- |
| 1    | 小田原線 | 下行 | 小田原、箱根湯本方向         |
| 2    | 小田原線 | 上行 | 相模大野、新宿、千代田線方向 |

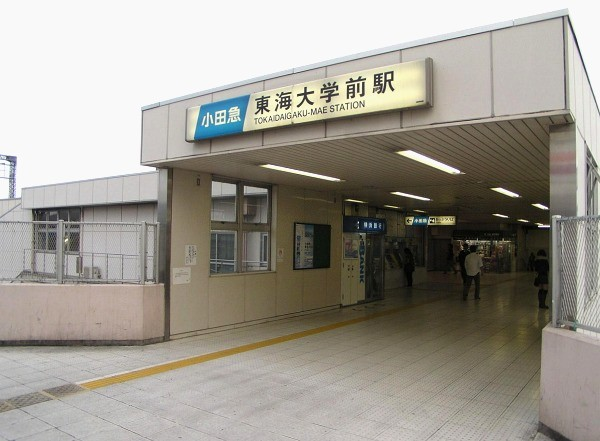
東海大學前站北口（2006年10月28日）
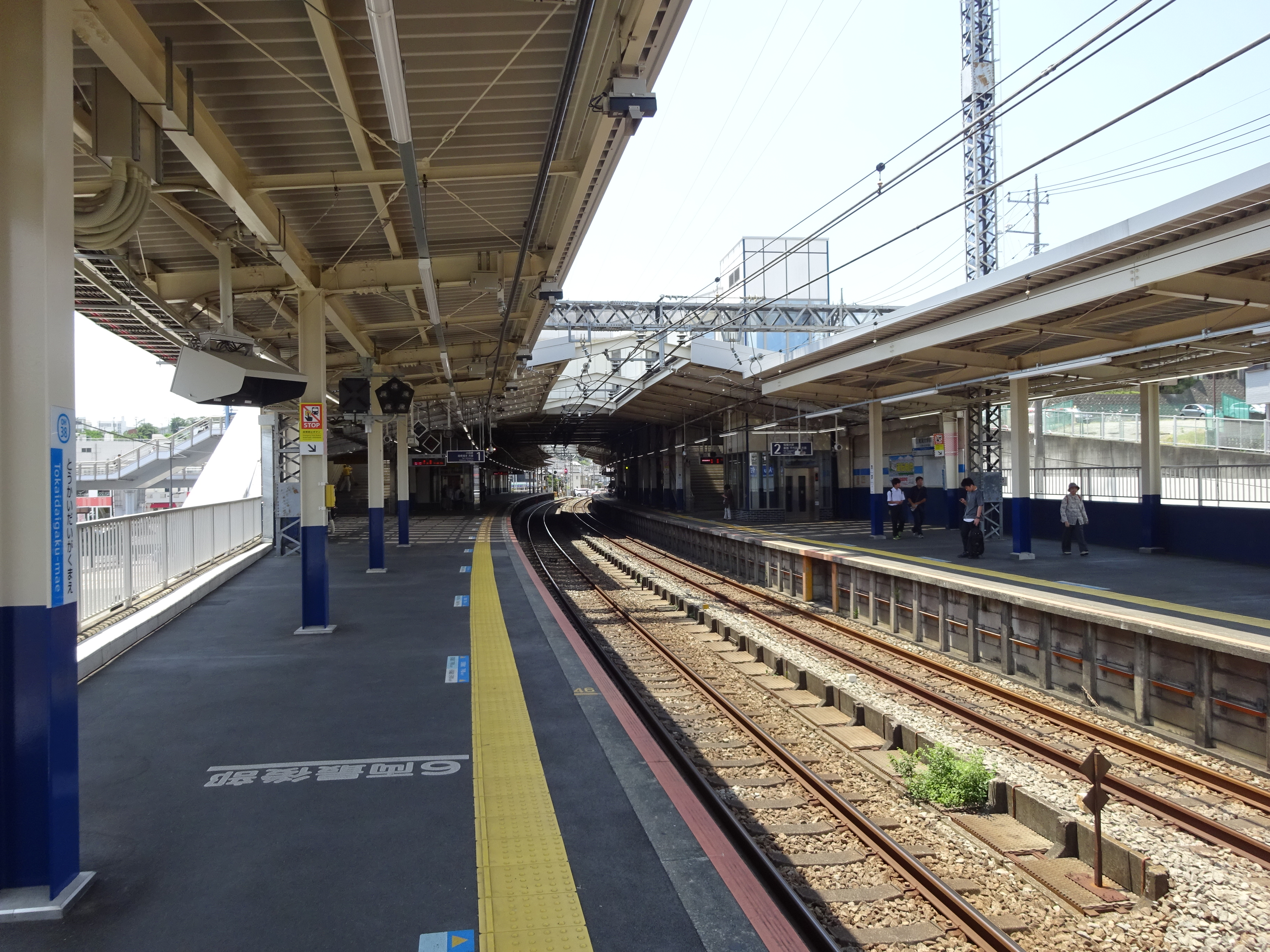
月台（2017年6月17日）
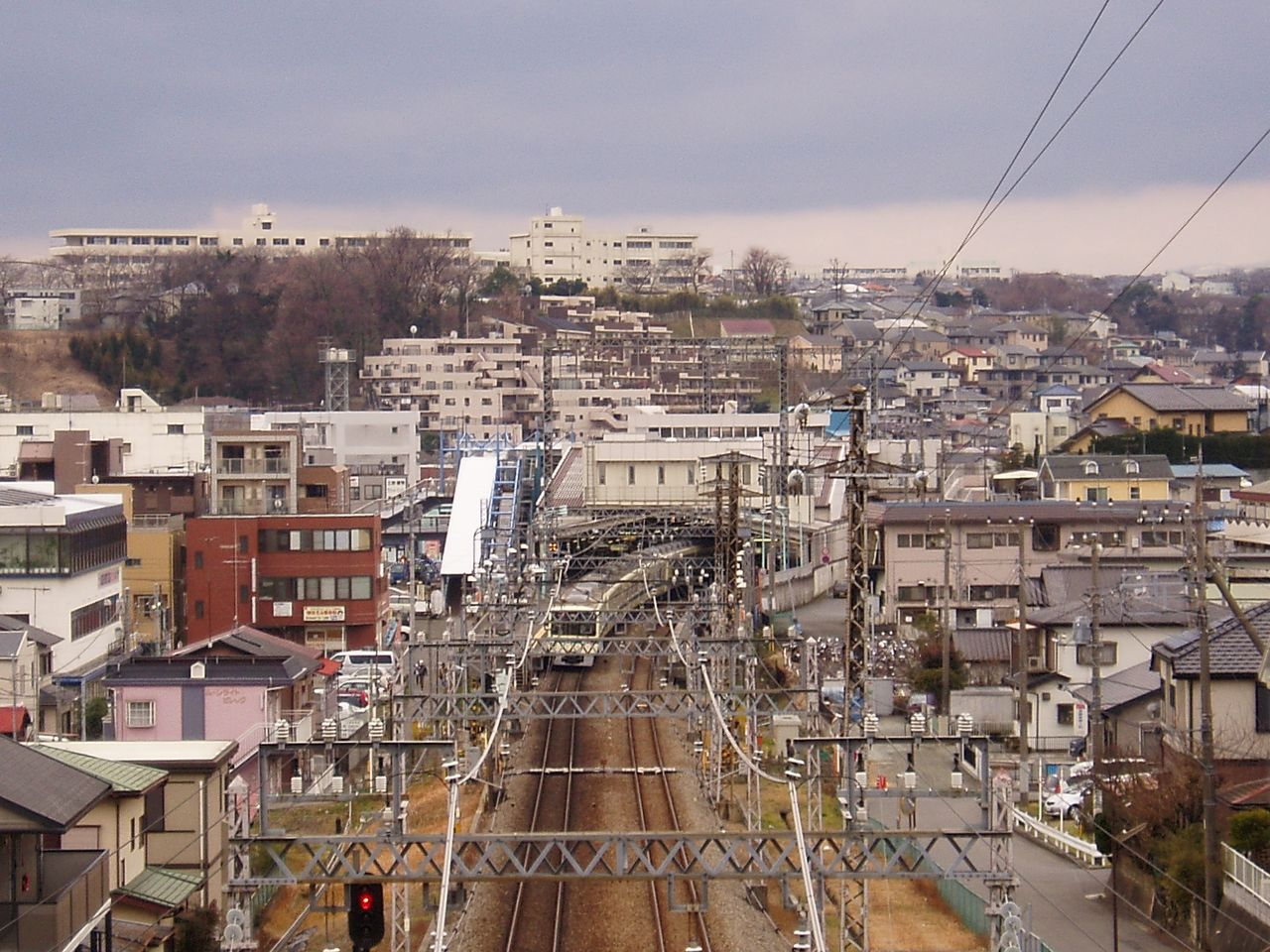
鶴卷溫泉方向望東海大學前站（2008年1月30日）

## 使用情況
2017年度1日平均上下車人次為40,950人。小田急線全70站中排名29位。
近年上下車人次、上車人次變化如下表。
| 年度               | 1日平均 上下車人次 | 1日平均 上下車人次 | 來源     |
| ------------------ | ------------------ | ------------------ | -------- |
| 1982年（昭和57年） | 35,585             |                    |          |
| 1995年（平成07年） |                    | 20,131             | [ * 1 ]  |
| 1998年（平成10年） |                    | 19,300             | [ * 2 ]  |
| 1999年（平成11年） |                    | 19,474             | [ * 3 ]  |
| 2000年（平成12年） |                    | 19,509             | [ * 3 ]  |
| 2001年（平成13年） | 39,593             | 19,936             | [ * 4 ]  |
| 2002年（平成14年） | 39,379             | 19,853             | [ * 5 ]  |
| 2003年（平成15年） | 38,997             | 19,737             | [ * 6 ]  |
| 2004年（平成16年） | 38,887             | 19,570             | [ * 7 ]  |
| 2005年（平成17年） | 38,311             | 19,301             | [ * 8 ]  |
| 2006年（平成18年） | 37,916             | 19,111             | [ * 9 ]  |
| 2007年（平成19年） | 38,089             | 19,194             | [ * 10 ] |
| 2008年（平成20年） | 37,776             | 19,051             | [ * 11 ] |
| 2009年（平成21年） | 37,917             | 19,122             | [ * 12 ] |
| 2010年（平成22年） | 38,078             | 19,189             | [ * 13 ] |
| 2011年（平成23年） | 38,503             | 19,399             | [ * 14 ] |
| 2012年（平成24年） | 39,283             | 19,764             | [ * 15 ] |
| 2013年（平成25年） | 40,589             | 20,422             | [ * 16 ] |
| 2014年（平成26年） | 39,922             | 20,072             | [ * 17 ] |
| 2015年（平成27年） | 41,131             | 20,652             | [ * 18 ] |
| 2016年（平成28年） | 41,306             | 20,743             | [ * 19 ] |
| 2017年（平成29年） | 40,950             |                    |          |

## 車站周邊
- 小田急Marche（日语：小田急マルシェ）東海大學前
- gourmet city（日语：グルメシティ）大根店
- THE BIG（日语：マックスバリュ東海）平塚真田店
- York Town（ヨークタウン）北金目購物中心 -  York Mart（日语：ヨークマート）北金目店為主要店鋪，其他商店有小島電器（日语：コジマ）、sundrug（日语：サンドラッグ）等。距離車站約2公里。

### 學校
- 秦野市立大根小學校
- 秦野市立広畑小學校
- 秦野市立大根中學校（日语：秦野市立大根中学校）
- 神奈川縣立秦野高等學校（日语：神奈川県立秦野高等学校）
- 東海大學湘南校區 - 本站南方的小丘上。校區所在地為平塚市，但教養學部在秦野市。步行約20分鐘左右。
- 東海大學醫療技術短期大學
- 神奈川大學湘南平塚校區 - 東海大學南方，路線巴士在西鄰的秦野站發車。

### 郵局、銀行
- 秦野北矢名郵便局
- 秦野東海大學前郵便局
- 橫濱銀行東海大學站前支店
- 中榮信用金庫（日语：中栄信用金庫）東海大學站前支店
- 平塚信用金庫（日语：平塚信用金庫）東海大學站前支店

### 公民館、交番
- 秦野警察署（日语：秦野警察署）東海大學站前交番
- 秦野市立大根公民館

## 巴士路線
北口、南口皆有路線巴士。全部路線由神奈川中央交通運行。
- 東海大學前站
  - 學01系統 - Orange Hill（オレンジヒル）循環
  - 學02系統 - 往Orange Hill
- 東海大學前站南口
  - 卷02系統 - 往鶴卷溫泉站／往下大槻團地
  - 學04系統 - 往下大槻團地
  - 秦44系統 - 往鶴卷溫泉站／經下大槻團地往秦野站
  - 秦45系統 - 經下大槻團地往秦野站
- 東海大學前站入口 - 車站南口東邊，神奈川縣道613號曾屋鶴卷線（日语：県道曽屋鶴巻線）上。
  - 卷02系統 - 經東海大學前站南口往鶴卷溫泉站／往下大槻團地
  - 學04系統 - 往下大槻團地
  - 秦44系統 - 經東海大學前站南口往鶴卷溫泉站／經下大槻團地往秦野站
  - 秦45系統 - 經下大槻團地往秦野站

## 相鄰車站
小田急電鐵
 小田原線

■快速急行、■急行、■各站停車
鶴卷溫泉（OH 37）－東海大學前（OH 38）－秦野（OH 39）

## 外部連結
- 東海大學前 - 小田急電鐵